# Rondelet (poésie)
Le mot rondelet est, dans l'ancienne langue française, une autre forme des mots rondel et rondeau (ainsi que d'autres mots moins usités), et ils désignaient à l'origine le même type de poème. Le terme n'est depuis longtemps plus guère utilisé dans la poésie francophone.
Dans la poésie anglophone, en revanche, il a connu une belle postérité. De nos jours, il y désigne un septain sur deux rimes de structure AbAabbA où les vers 1, 3 et 7 ont quatre syllabes et sont identiques et où les vers 2, 4, 5 et 6 ont huit syllabes.
Samuel Beckett a créé une forme contemporaine de Roundelay.